# Arturo Ambrosio
Arturo Ambrosio (ur. 1870 lub 1882, zm. 1960) – włoski fotograf, operator i producent filmowy.

## Życiorys
Zanim zaczął pracę w przemyśle filmowym, Ambrosio był właścicielem sklepu fotograficznego w Turynie. Filmem zainteresował się podczas podróży do Berlina i Paryżu w 1904 r. Przywiózł wtedy do Włoch francuską kamerę filmową i rozpoczął współpracę z fotografami Roberto Omegną i Giovannim Vitrotti. Wspólnie kręcili krótkie aktualności filmowe, dokumentujące bieżące wydarzenia.
Założył wytwórnię filmową Ambrosio Film i wyposażył ją w niezbędny sprzęt i studia filmowe. Wytwórnia produkowała filmy dokumentalne i fabularne, cieszące się dużym powodzeniem. Ambrosio zatrudniał świetnych aktorów, techników i scenarzystów. Tuż po I wojnie światowej Ambrosio Film popadło w problemy finansowe, w związku z tym Ambrosio sprzedał wytwórnię Armando Zanottiemu, a sam zaczął pracę jako producent w Unione Cinemategrafica Italiana. Pracował tam aż do 1925 roku, kiedy to po finansowej klęsce filmu Quo vadis? zrezygnował. W latach 1939–1943 pracował jako kierownik produkcji w Scalera Film.
Zmarł w 1960 roku.